# 차기주
차기주(1980년 5월 22일 ~ )은 대한민국의 배우, 모델이다.

## 드라마
- 《눈의 여왕》 (2006년, KBS)
- 《무사 백동수》 (2011년, SBS)
- 《포세이돈》 (2011년, KBS) - 무영 역
- 《빛과 그림자》 (2011년, MBC)
- 《별에서 온 그대》 (2013~2014년, SBS)
- 《왔다! 장보리》 (2014년, MBC) - 조 변호사 역
- 《트라이앵글》 (2014년, MBC) - 현필상과 만난 남자 역

## 영화
- 《우리에게 폭주는 없다》 (2005년)
- 《영원한 사랑》 (2005년)
- 《오프코스》 (2006년)
- 《voll》 (2008년)
- 《베이징 올림픽》 (2008년)